# 젊은장모
《젊은장모》는 2018년에 개봉한 대한민국의 영화이다.

## 줄거리
소설 작가로 활동하던 준모. 평소 시력이 좋아 병원을 찾아간 준모는 믿기 어려운 진단을 받게 된다. ‘원추각막’이란 질병이 급속도로 진행되어서 조만간 시력을 잃는다는 것. 그러던 중 여자 친구로부터 갑작스러운 청혼을 받게 되는데 그녀와의 사랑이 깨어질까봐 병을 감춘 채 청혼을 승낙하고 결혼 승낙을 얻기 위해 현아의 엄마와 저녁을 식사를 하게 되지만 변변한 직업이 없는 그를 탐탁지 못하게 여기는 장모는 준모를 지켜본다는 명분으로 함께 살 것을 제안하게 되고 일찍 남편을 잃은 젊은 장모와 위험한 동거를 하게 된다. 젊은 장모는 성실한 준모가 점점 맘에 드는데. 한편 현아는 능력 좋은 직장 상사의 고백에 흔들리게 되는데...

## 캐스팅
- 시아 : 박희숙 역
- 희진 : 이현아 역
- 준호 : 최준모 역
- 시후 : 서호석 역